# 鲁善坤
鲁善坤（1952年—），河北安平人，汉族，中华人民共和国政治人物、第十一届全国人民代表大会重庆地区代表。

## 生平
毕业于西南师范大学英语专业，是中共党员。担任重庆市第一中学校长、党委书记。2008年起担任全国人大代表。2015年任重庆第一双语学校校长。